# Honda Amigo

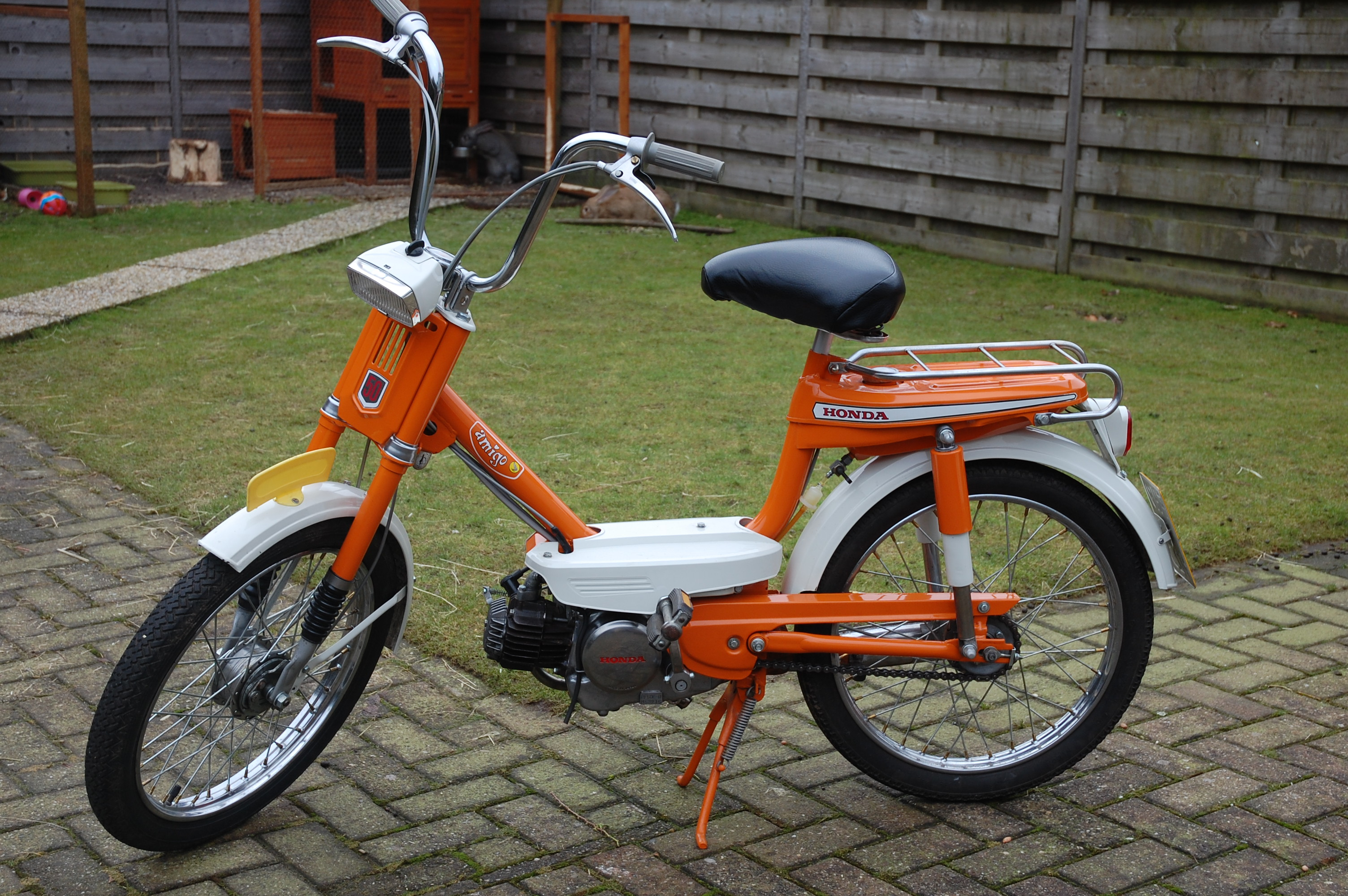
Honda Amigo 1973

De Honda Amigo is een bromfiets van het merk Honda. Deze brommer, van de in 1969 gestarte PF50 serie, is een viertakt model. Niet alleen het motorblok is hetzelfde als die van een Honda Novio, ook het uiterlijk is, op de benzinetank na, helemaal gelijk. Bij de Amigo zit de tank onder de bagagedrager, terwijl de Novio een vooraan geplaatste tank heeft.
Honda besloot om ook een 2-takt versie te maken, deze versie staat ook bekend als  PM50E en deelt dezelfde motor van de Honda Canguro.
De PM50E is ook voorzien van een langere voetkap dan de amigo 4-takt.